# Hortera

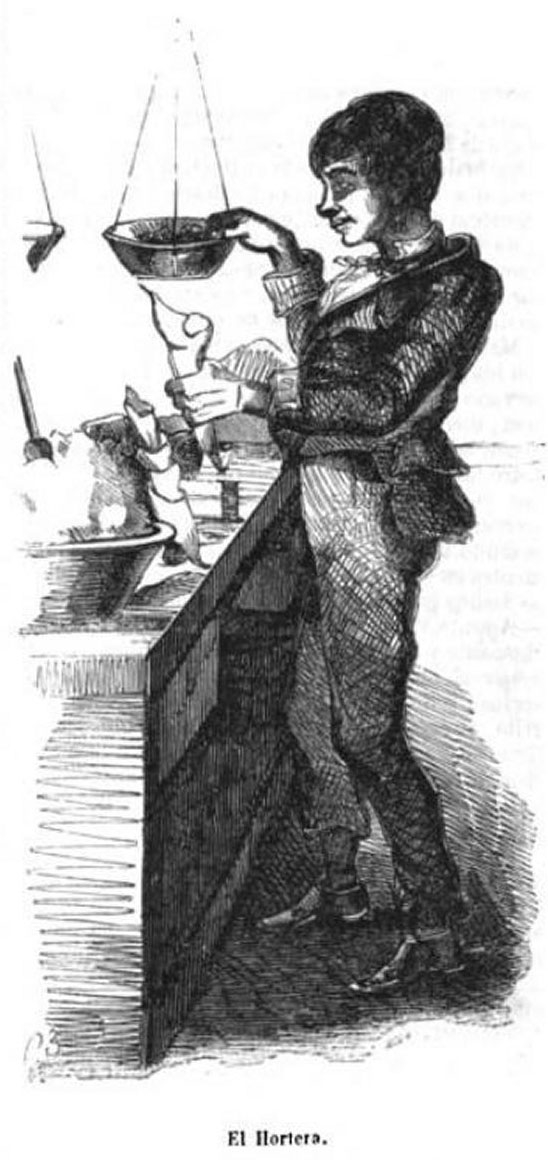
"El Hortera", il·lustració de Los españoles pintados por sí mismos (ed. 1851).

El terme «hortera», en el seu significat i denominació original en la llengua castellana, fa referència al dependent o menestral que treballava al comerç de Madrid del segle xix i del primer terç del segle xx, sovint representat pels seus contemporanis com a personatge pintoresc i castís. L'hortera fou descrit amb precisió per escriptors realistes espanyols com Benito Pérez Galdós i Ramón Pérez de Ayala, o literats com Ramón Gómez de la Serna, i va aparèixer com a personatge coral freqüentment a la sarsuela.
A partir de la dècada de 1970, el terme es va emprar amb to pejoratiu per designar l'individu que es vesteix de forma cridanera i sense gust, propera a l'estètica del moviment kitsch, d'origen alemany, i com a epítet despectiu per adjectivar allò vulgar, barroer o de mal gust. Apareix reconegut així com a primera accepció al Diccionario de la lengua española, de la Reial Acadèmia Espanyola, i ha generat el substantiu horterada. El terme no apareix al Diccionari de la llengua catalana de l'Institut d'Estudis Catalans.